# Гнаньо Філібер Фаніді
Гнаньо Філібер Фаніді (Gnagno Philibert Fagnidi) (1953, Ґаньоа) — івуарський дипломат. Надзвичайний і Повноважний Посол Кот-д'Івуар в Україні за сумісництвом (2008—2013).

## Життєпис
У 2007—2013 рр. — Надзвичайний і повноважний посол Кот-д'Івуара в Російській Федерації 13 квітня 2007 року вручив вірчі грамоти Президенту РФ.
Одночасно був акредитованим послом Кот-д'Івуара в Латвії, Грузії, Литві, Азербайджані, Україні, Естонії та Білорусі.